# عزت‌الله عاطف
عزت‌الله عاطف (زاده ۱۳۴۲ ولسوالی پغمان ولایت کابل) سیاستمدار افغانستان و نماینده مردم ولایت کابل در دوره شانزدهم مجلس نمایندگان است. وی در مجلس شانزدهم نمایندگان افغانستان عضو کمیسیون امور دفاعی و تمامیت ارضی می‌باشد.

## زندگی
عزت‌الله عاطف زادهٔ ۱۳۴۲ از ولسوالی پغمان ولایت کابل می‌باشد. ایشان تحصیلات متوسطه خود را در لیسه خواجه مسافر در سال ۱۳۸۲ در پغمان به پایان برد. وی در دوران حکومت مجاهدین از قوماندانان نظامی بوده‌است.

## دیگر فعالیت‌ها
دیگر فعالیت‌های ایشان:
- قوماندان نظامی در زون جنوب غرب در دوره ربانی.
- قوماندان فرقه ۱۰.
- قوماندان لوای ۳۴۰.
- رئیس اقوام عرب ساکن در افغانستان.
- رئیس ورزش‌های آبی در افغانستان.